# 簡志龍事件
簡志龍事件是一起發生在2015年11月，在中華民國軍中的爭議事件，時年23歲的二兵簡志龍在受訓期間病逝，軍方的處置過程被簡志龍的家屬及立委、議員等人質疑有不恰當之處，有延誤就醫之嫌，再加上家屬與軍方的說法有落差，因而引發爭議。

## 事件過程
簡志龍是高雄人，2015年時自南華大學畢業，之後開始服兵役，該年9月底入伍新訓結束，10月在桃園市龜山區的憲兵訓練中心受訓。簡志龍的家屬指出，11月6日，簡志龍出現發燒徵狀，軍醫開藥後沒有讓他到大醫院就診。
根據憲兵指揮部說法，11月8日，簡志龍自行趁休假到台北市立聯合醫院忠孝院區看診，經醫師診斷為類流感，返部後由醫務所開立全休三日的休假單，而簡志龍的家屬表示，簡志龍以醫師的診斷證明向軍方請假，未獲批准，而是讓他留營休息，並未允許簡志龍外出就醫。
根據憲兵指揮部說法，11月10日晚間，簡志龍因身體不適，在分隊長的陪同下到采奕診所就醫，亦被認為是類流感。
簡志龍的家屬表示，簡志龍在11月11日以電話向父母聯絡，表示「我快死了，快來救我」，其父母聽聞後隨即到桃園關心情況。根據憲兵指揮部說法，11日下午2點32分，簡志龍被送往林口長庚醫院急診，經診斷，簡志龍罹患了細鉤端螺旋體病。
簡志龍在經過急救治療後，在11月12日晚間6點5分宣告死亡，死因為感染細鉤端螺旋體病引發多重器官衰竭致死，得年23歲。簡志龍的家人對此感到悲痛，並認為軍方的態度消極，醫官也並未準確判斷病情。時任議員王浩宇、立委林岱樺、立委洪慈庸等人皆替簡志龍的家屬爭取權益，而軍方在13日召開記者會，由國防部軍事發言人羅紹和少將、憲兵指揮部政戰主任謝明德少將、憲訓中心學生大隊長黃士誠中校、憲兵205指揮部醫官陳子敬少尉與憲訓中心副主任楊寶忠上校說明此案，聲稱並未延誤就醫，也與管教無關，軍方並在之後成立專案小組，就其死因進行調查。
11月16日，簡志龍的遺體經解剖檢驗後確認無外傷。同月23日，進行公祭。

## 調查與審理
簡志龍的親屬提出國賠，求償新台幣664萬餘元，並對營區周姓中隊長、陳姓救護官提告業務過失致死，軍方否認家屬的指控，經法院審理後，相關人員均獲不起訴，家屬提出再議，高檢署發回後，桃園地方檢察署另名檢察官函詢多名醫師，仍然認定兩人犯嫌不足，也沒有消極不作為之處，不予起訴。
另外，在調查過程中也發現簡志龍所屬班級的班頭在未測量簡志龍體溫的情況下就擅自填寫「每月體溫、體重、飲水量紀錄表」，並以修正液塗改相關記錄，2018年，桃園地方法院依偽造文書判處涉及此舉的周姓中隊長兩個月徒刑，得易科罰金新台幣6萬元，可上訴。
監察院在2018年8月23日通過監察委員高涌誠、張武修的調查報告，要求國防部和衛福部應檢討改進，不過並未提出彈劾或糾正。高涌誠指出營區廚房內的衛生環境不佳，雖然沒有直接證據，但高涌誠懷疑導致簡志龍生病的原因是廚房的老鼠。而桃園市衛生局在事發隔日後到營區稽查，表示無法斷定感染源